# Juan M. Garro
Juan Mamerto Garro (n. 11 de julio de 1847 en Las Lagunas, San Luis; m. 27 de diciembre de 1927 en Cosquín, Córdoba) fue un abogado, juez, historiador y político argentino perteneciente a la Unión Cívica Radical y a la Unión Nacional, que fue Ministro de Justicia e Instrucción Pública.

## Biografía
Juan Garro fue diputado nacional durante la presidencia de Nicolás Avellaneda (1874-1880). Se desempeñó como decano de la Facultad de Derecho y Ciencias Sociales de la Universidad de Buenos Aires entre el 25 de septiembre de 1906 y el 1 de marzo de 1908.
Integró la Junta Civil Revolucionaria que dirigió la Revolución del 90 junto con Leandro N. Alem y Juan Posse. 
En 1891 participó de la fundación de la Unión Cívica Radical siendo candidato a vicepresidente por esa fuerza ese mismo año, acompañando la candidatura de Bernardo de Irigoyen, que se vio frustrada debido a la represión ejercida por el gobierno del presidente Carlos Pellegrini. 
En 1909 fue uno de los fundadores y vicepresidente segundo de la Unión Nacional, que sostuvo la candidatura presidencial de Roque Sáenz Peña en elecciones de 1910. Durante la presidencia de Roque Sáenz Peña fue ministro de Justicia e Instrucción Pública.